# Petr Ondra
Petr Ondra (* 14. května 1962) je bývalý český fotbalista.

## Fotbalová kariéra
V lize hrál nastoupil za Teplice v sezóně 1983-1984 v jednom utkání.

## Ligová bilance
| Ročník                                   | Zápasy | Góly | Klub                  |
| ---------------------------------------- | ------ | ---- | --------------------- |
| 1. československá fotbalová liga 1983/84 | 1      | 0    | TJ Sklo Union Teplice |
| CELKEM                                   |        |      |                       |